# جناح الدوله
جناح الدوله امیر سلجوقی حمص در زمان نخستین جنگ صلیبی بود. او اتابک (سرپرست) رضوان بود که پس از مرگ پدرش تتش اول در سال ۱۰۹۵ کنترل حلب را به دست گرفت. او در جریان محاصره دوم انطاکیه در سال ۱۰۹۸ به ارتش کربغا پیوست. جناح الدوله در سال ۱۱۰۳ به دست سه فدایی اسماعیلی که ظاهراً به دستور حکیم منجم (رهبر اسماعیلیان سوریه) و به تحریک رضوان فرستاده شده بودند به قتل رسید.